# (232763) Eliewiesel
(232763) Eliewiesel est un astéroïde de la ceinture principale.

## Description
(232763) Eliewiesel est un astéroïde de la ceinture principale. Il fut découvert le 10 août 2004 à Francisquito par R. E. Jones. Il présente une orbite caractérisée par un demi-grand axe de 2,31 UA, une excentricité de 0,19 et une inclinaison de 5,7° par rapport à l'écliptique.

## Compléments